# Tschadische Volleyballnationalmannschaft der Männer
Die tschadische Volleyballnationalmannschaft der Männer ist die Auswahl tschadischer Volleyballspieler, welche die Fédération Tchadienne de Volley-Ball (FTV) auf internationaler Ebene, beispielsweise in Freundschaftsspielen gegen die Auswahlmannschaften anderer nationaler Verbände, aber auch bei internationalen Wettbewerben repräsentiert. 1964 trat der nationale Verband dem Weltverband Fédération Internationale de Volleyball (FIVB) bei. Im Oktober 2021 wurde die Mannschaft auf dem achten Platz der kontinentalen Rangliste geführt.

## Internationale Wettbewerbe

### Tschad bei Weltmeisterschaften
Die Mannschaft konnte sich bisher nicht für eine Weltmeisterschaft qualifizieren.

### Tschad bei Olympischen Spielen
Bisher gelang es der Mannschaft nicht, sich für die olympischen Wettbewerbe zu qualifizieren.

### Tschad bei Afrikameisterschaften
Die Mannschaft nahm in den Jahren 2017 und 2019 an der Afrikameisterschaft teil.

### Tschad bei den Afrikaspielen
Tschads Volleyballnationalmannschaft der Männer nahm bisher nicht an den Wettbewerben der Afrikaspiele teil.

### Tschad beim World Cup
Tschad kann bisher keine Teilnahme am World Cup – dem Qualifikationsturnier für die Olympischen Spiele – vorweisen.

### Tschad in der Weltliga
Die Weltliga fand bisher ohne tschadische Beteiligung statt.